# Tàu nhanh (tình dục)

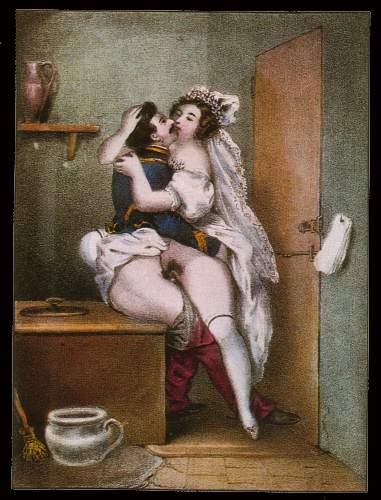
Tàu nhanh thường không có đủ thời gian để kích thích lẫn nhau, và do vậy không cần cởi hết quần áo.

Quickie (tạm dịch tàu nhanh) chỉ một quá trình ngắn hoặc tự phát của hoạt động tình dục, với hành động kết thúc trong một khoảng thời gian rất ngắn, thường làm trên tàu hỏa hoặc tàu thủy.
Nói chung, tiếng lóng tình dục này giả định rằng việc khởi động tình dục bị bỏ qua và ít nhất một trong những đối tác có đạt cực khoái. Tàu nhanh có thể bao gồm giao hợp hoặc bị giới hạn trong quan hệ tình dục bằng tay hoặc bằng miệng. Tàu nhanh giữa một cặp vợ chồng khác giới thường chỉ đáp ứng được mong muốn của người nam, nhưng, với một số hình thức kích thích âm hộ, có thể làm thỏa mãn cho cả người nữ. Tuy nhiên, nó có thể không cung cấp cho người phụ nữ đủ thời gian để bôi trơn một cách tự nhiên, và do đó có thể phải sử dụng dầu bôi trơn nhân tạo. Tàu nhanh có thể là một giải pháp cho ham muốn tình dục không cân bằng trong một mối quan hệ, nhưng nếu chúng trở thành cách thức quan hệ tình dục duy nhất, mối quan hệ có thể bị ảnh hưởng.